# PocketBook International
PocketBook international S.A. je čtvrtý největší světový  výrobce čteček elektronických knih založených na technologii elektronického inkoustu (elektronického papíru), a také multimediálních čteček a tabletů s Androidem. Výrobky uvádí na trh pod značkou PocketBook. Společnost byla založena v roce 2007 v Kyjevě (Ukrajina), hlavní sídlo společnosti se od roku 2012 nachází v Luganu (Švýcarsko).

## Vývoj a výroba
Zařízení se montuje v továrnách Foxconn, Wisky, Yitoa a dalších.

## Prodeje čteček a jejich seznam
Výrobky společnosti PocketBook se prodávají v 35 zemích. V roce 2012 značka PocketBook vstoupila na nové trhy: slovenský, polský, litevský, lotyšský, rumunský a maďarský. K prosinci 2013 společnost PocketBook prodala cca 2 000 000 zařízení.
1. Touch Lux
2. Touch Lux 2
3. Touch Lux 3
4. Ultra Limited Edition
5. Color Lux
6. Mini
7. Aqua
8. Basic
9. Basic 2
10. InkPad
11. Sense with KENZO
12. Basic Touch
13. Ultra
14. tablet SURFpad 2

## Vývoj společnosti
| Datum         | Událost |
| ------------- | --- |
| září 2008     | Společnost začíná zasílat svou první čtečku, PocketBook 301. Podle dostupných výsledků za roky 2009-2010 se tento model rychle stal nejprodávanějším zařízením v Rusku (celkový počet prodaných zařízení přesáhl 100 000 kusů). |
| leden 2009    | Uvedení na trh druhého modelu PocketBook – PocketBook 360° – první čtečku elektronických knih na světě, která vycházela z připomínek uživatelské komunity The-eBook.org – nejpopulárnějšího fóra pro rusky mluvící uživatelé elektronických knih. |
| březen 2009   | PocketBook 302 Cookie – první čtečka elektronických knih na světě, která podporuje protokol pro přenos dat pomocí bezdrátové sítě Bluetooth. |
| listopad 2010 | PocketBook IQ 701 – multimediální čtečka elektronických knih, která používá operační systém Android. V roce 2011 PocketBok IQ 701 byl druhým (hned po iPadu) nejprodávanějším zařízením v Rusku. |
| prosinec 2010 | Uvedení na trh zařízení PocketBook Pro 602 a PocketBook Pro 902. |
| únor 2011     | PocketBook uvádí na trh první čtečky elektronických knih na světě, které podporují sadu bezdrátových komunikačních rozhraní typickou pro chytré telefony (Bluetooth, Wi-Fi a 3G) – PocketBook Pro 603 a 903. |
| květen 2011   | Uvádí na trh PocketBook 360 Plus – aktualizovanou verzi modelu PocketBook 360, která podporuje síť Wi-Fi a má mnohem výkonnější provedení. Díky designu a funkcionalitě se model PocketBook 360 dočkal rekordních tří „reinkarnací“: 360, 360+ a 360+ New. |
| září 2011     | Spustili výrobu zařízení PocketBook na speciálně navržené výrobní lince v továrně Foxconn. |
| říjen 2011    | Uvedení na trh modelu PocketBook A 10“ – tabletu s Androidem 2.3.5, který poprvé spatřil denní světlo na veletrhu IFA 2011 (Berlín, Německo). |
| prosinec 2011 | Uvádí na trh model PocketBook Basic – čtečku elektronických knih, jež se podle výsledků za rok 2011 stala jednou z deseti nejprodávanějších a nejdoporučovanějších elektronických čteček ve francouzském obchodním řetězci Pixmania. |
| únor 2012     | Uvedení na trh modelu PocektBook A 7“ – multimediální čtečky elektronických knih s Androidem 2.3.7. |
| březen 2012   | Uvedení na trh modelu PocketBook Touch – čtečky se šestipalcovým multisenzorovým displejem E Ink Pearl. |
| září 2012     | Na mezinárodním veletrhu IFA v Berlíně společnost PocketBook představuje dvě nová zařízení: • PocketBook Basic New – vylepšená verze Pocket Book Basic 611. • PocketBook SURFpad – tablet s Androidem 4.0.4., který se stal jedním z prvních zařízení s předinstalovanou nákupní aplikací Yandex.Store.                                                                                        |
| duben 2013    | Společnost představuje novou prémiovou řadu produktů: • PocketBook Colour Lux – první čtečka elektronických knih na světě s technologií barevného elektronického inkoustu a vestavěným osvětlením • PocketBook Touch Lux – čtečka elektronických knih s displejem Pearl HD a předním osvětlením displeje • PocketBook SURFpad 2 – multimediální zařízení s Androidem 4.0.4. pro četbu a zábavu |
| červenec 2013 | Uvedení modelu PocketBook Mini , nové, 5" tenké a kompaktní elektronické čtečky založené na technologii elektronického inkoustu, pro každodenní četbu. |
| říjen 2016    | Představena čtečka PocketBook Touch HD |
| červen 2017   | Představena čtečka PocketBook Aqua 2 (taktéž označovaná jako 641). |
| 2018          | |
| 2019          | |

## Získaná ocenění
| Zařízení                                                 | Ocenění                                                                       | Nominace                                                                    | Země/Rok       |
| -------------------------------------------------------- | ----------------------------------------------------------------------------- | --------------------------------------------------------------------------- | -------------- |
| PocketBook Pro 912, Basic 611, Touch                     | Pixmania                                                                      | Pixmania Top 10 Sales                                                       | Francie (2012) |
| PocketBook Touch                                         | Computer Bild                                                                 | Nejlepší čtečka elektronických knih v Evropě                                | Německo (2012) |
| PocketBook A10                                           | Red Dot 2012 Awards                                                           | Nejlepší produktový design                                                  | Německo (2012) |
| PocketBook Touch                                         | Tablet PC Archivováno 22. 12. 2015 na Wayback Machine.                        | Vítěz testování nových čteček elektronických knih s vícedotykovými displeji | Německo (2012) |
| PocketBook Touch, PocketBook Basic, PocketBook Basic New | PC Format Archivováno 3. 3. 2016 na Wayback Machine.                          | Nejlepší hodnocení pro čtečky elektronických knih                           | Polsko (2012)  |
| PocketBook A 10’’ 3G                                     | Consumer Electronics & Photo Expo Archivováno 14. 2. 2014 na Wayback Machine. | Výrobek roku 2012 (Kategorie: mobilní a digitální zařízení)                 | Rusko (2012)   |
| PocketBook Pro 612                                       | PC Magazine/RE                                                                | Rusko: Nejlepší z nejlepších 2011 (kategorie: čtečky elektronických knih)   | Rusko (2012)   |
| PocketBook Touch Lux                                     | allesebook.de                                                                 | Nejlepší čtečka s elektronickým inkoustem                                   | Německo (2013) |
| PocketBook Touch Lux                                     | Tablet PC Archivováno 22. 12. 2015 na Wayback Machine.                        | Nejlepší čtečka s elektronickým inkoustem                                   | Německo (2013) |

## Projekty společnosti
KidRead – projekt, díky němuž lze lépe spravovat čas, který děti tráví u mobilních zařízení. Tato aplikace dítěti umožní větší čtenářské nasazení a rodičům snadnější kontrolu a zkoušení dítětem získaných literárních znalostí. Projekt KidRead tvoří webové stránky www.kidread.com a aplikace pro multimediální čtečky a tablety s Androidem.
ReadRate – služby založené na principu „hledat a doporučit“, jejichž hlavním cílem je pomoci uživatelům s výběrem knihy. Internetová platforma ReadRate poskytuje informace o nejčtenějších knihách a jejich hodnocení, komentáře a recenze od ostatních uživatelů, pomůže také určit čtenářské preference.
BookLand – elektronická platforma od PocketBook, kde lze koupit krásnou, vzdělávací a odbornou literaturu a také časopisy v elektronické podobě. BookLand nabízí přes 1 500 000 titulů elektronického obsahu v 17 jazycích.